# Benedict Wong
Benedict Wong (Eccles, 3 de julho de 1971) é um ator britânico. Ele apareceu no cinema, na televisão e também no palco. Wong é mais conhecido por retratar Pete Cheng no programa da BBC One State of Play, Kublai Khan em Marco Polo da Netflix e por aparecer em dois filmes de Ridley Scott, o piloto de navios Ravel em Prometheus e Bruce Ng em Perdido em Marte. Ele também aparece como Wong na adaptação cinematográfica da Marvel de Doutor Estranho, Vingadores: Guerra Infinita, Vingadores: Ultimato, Shang-Chi e A lenda dos dez anéis, Homem-Aranha Sem Volta para Casa e Doctor Strange in the Multiverse of Madness. Fez a voz de Alex Yu, o antagonista principal do jogo Prey.

## Infância e educação
Wong nasceu em Eccles, Lancashire, Inglaterra, de pais que haviam emigrado de Hong Kong para o Reino Unido via Irlanda. Ele foi educado em Salford. Ele frequentou o De La Salle Sixth Form College em Weaste Lane, Salford, depois de deixar o ensino médio. Ele fez um curso de artes cênicas de dois anos na Salford City College.

## Carreira
Seu primeiro papel foi em uma peça da Rádio BBC de 1993 chamada Kai Mei Sauce, escrita por Kevin Wong. Ele apareceu como Errol Spears ao lado de Sean Lock na sitcom 15 Storeys High, e como Franklin Fu na segunda temporada de Look Around You.
Em 2007, Wong estrelou o longa-metragem Grow Your Own.
Wong passou a aparecer no segundo episódio da série de comédia do canal Channel 4, The IT Crowd, interpretando o personagem Prime, um competidor anterior do Countdown que havia ganhado o décimo sexto bule Countdown quando era conhecido como Harold Tong. Wong também apareceu no filme Shanghai interpretando o personagem Juso Kita e na série da BBC Spirit Warriors no papel de Li.
Em 2012, Wong apareceu no filme de Ridley Scott, Prometheus, como piloto da nave, Ravel.
Em 2013, Wong foi escolhido para o papel principal de The Arrest of Ai Weiwei no Hampstead Theatre. Pouco tempo depois, o Almeida Theatre anunciou que Wong havia se juntado ao elenco da peça Chimerica. Também em 2013, Wong desempenhou o papel do gangster Lau na comédia dramática da BBC Two The Wrong Mans.
Em 2014, Wong desempenhou o papel de Kublai Khan na série Marco Polo da Netflix, que em 7 de janeiro de 2015 foi renovada pela Netflix para uma segunda temporada de 10 episódios.
No ano seguinte, ele apareceu em outro filme de ficção científica de Ridley Scott, interpretando o diretor do Jet Propulsion Lab, Bruce Ng em Perdido em Marte. Em 2016, ele co-estrelou como Wong no filme Doutor Estranho e mais tarde reprisou o papel nos filmes Vingadores: Guerra Infinita e Vingadores: Ultimato.
Em 2016, ele apareceu em "Hated in the Nation", um episódio da série antológica Black Mirror, interpretando Shaun Li, um agente da Agência Nacional do Crime.
Em 2017, ele dublou o personagem Alex Yu no jogo da Arkane Studios, Prey. Ele também estrelou 2036: Nexus Dawn, um curta promocional prequela de Blade Runner 2049 dirigido por Luke Scott e co-estrelado por Jared Leto.
Ele apareceu como o cientista Lomax no filme de ficção científica Annihilation de 2018.
Em 2019, ele interpretou a voz do general Skeksis skekVar na série da Netflix, The Dark Crystal: Age of Resistance. Ele também apareceu como a voz de Bull em A Dama e o Vagabundo em 2019.
Em 2020, ele apareceu como Necromante em um episódio da série de televisão do canal FX chamada What We Do in the Shadows.

## Filmografia

### Filmes
| Ano  | Título                                      | Papel          | Notas          |
| ---- | ------------------------------------------- | -------------- | -------------- |
| 2000 | Kiss Kiss (Bang Bang)                       | Pat Proudence  |                |
| 2001 | Wit                                         | Fellow 2       |                |
| 2001 | Spy Game                                    | Tran           |                |
| 2002 | Dirty Pretty Things                         | Guo Yi         |                |
| 2003 | Code 46                                     | Médico         |                |
| 2005 | On a Clear Day                              | Chan           |                |
| 2005 | Tristram Shandy: A Cock and Bull Story      | Ed             |                |
| 2007 | Sunshine                                    | Trey           |                |
| 2007 | Grow Your Own                               | Kung Sang      |                |
| 2008 | Largo Winch                                 | William Kwan   |                |
| 2009 | Moon                                        | Thompson       |                |
| 2010 | Shanghai                                    | Juso Kita      |                |
| 2011 | The Lady                                    | Karma Phuntsho |                |
| 2011 | Johnny English Reborn                       | Chi Han Ly     |                |
| 2012 | Prometheus                                  | Benedict Ravel |                |
| 2013 | Hummingbird                                 | Mr Choy        |                |
| 2013 | Kick-Ass 2                                  | Mr Kim         |                |
| 2015 | The Martian                                 | Bruce Ng       |                |
| 2016 | Doctor Strange                              | Wong           |                |
| 2017 | 2036: Nexus Dawn                            | lawmaker       | Curta-metragem |
| 2018 | Annihilation                                | Lomax          |                |
| 2018 | Avengers: Infinity War                      | Wong           |                |
| 2019 | Avengers: Endgame                           | Wong           |                |
| 2019 | The Personal History of David Copperfield   | Mr Wickfield   |                |
| 2019 | Gemini Man                                  | Baron          |                |
| 2019 | Lady and the Tramp                          | Bull           | Voz            |
| 2020 | Nine Days                                   | Kyo            |                |
| 2021 | Raya and the Last Dragon                    | Tong           | Voz            |
| 2021 | The Magician's Elephant                     | O Mágico       | Voz            |
| 2021 | Shang-Chi and the Legend of the Ten Rings   | Wong           | Pós-produção   |
| 2021 | Spider-Man: No Way Home                     | Wong           | Pós-produção   |
| 2022 | Doctor Strange in the Multiverse of Madness | Wong           | Pós-produção   |

### Televisão
| Ano        | Título                              | Papel                   | Notas                                              |
| ---------- | ----------------------------------- | ----------------------- | -------------------------------------------------- |
| 1992       | Screenplay                          | Le Van Dong             | Episódio: "Small Metal Jacket"                     |
| 1993       | Last of the Summer Wine             | Chinese Man             | Episódio: "Aladdin Gets on Your Wick"              |
| 1994       | The Chief                           | Peng                    | Episódio 4.2                                       |
| 1994       | Frank Stubbs Promotes               | Lee                     | Episódio: "Chinatown"                              |
| 1995       | Cardiac Arrest                      | Radiographer            | Episódio: "Shallow End"                            |
| 1995       | Hearts and Minds                    | Chinese Interpreter     | Episódio 1.3                                       |
| 1996       | Pie in the Sky                      | Michael Cheung          | Episódio: "Chinese Whispers"                       |
| 1996       | Cracker                             | Peter Yang              | Episódio: "White Ghost"                            |
| 1997       | Supply & Demand                     | Frankie Li              | Filme para TV                                      |
| 1997       | The Bill                            | Li Mann                 | Episódio: "Terapias Alternativas"                  |
| 1997       | Breakout                            | Jerry                   | Filme para TV                                      |
| 2000       | Arabian Nights                      | Hassan                  | Miniséries                                         |
| 2000       | The Bill                            | Michael Wei             | 3 episódios                                        |
| 2002       | The Bill                            | DS David Chiu           | 5 episódios                                        |
| 2002       | TLC                                 | Terry Cheung            | 6 episódios                                        |
| 2002       | Look Around You                     | Chess Player            | Episódio: "The Brain" (O Cérebro)                  |
| 2002–2004  | 15 Storeys High                     | Errol Spears            | 12 episódios                                       |
| 2003       | State of Play                       | Pete Cheng              | 6 episódios                                        |
| 2005       | Look Around You                     | Dr Franklin Fu          | Episódio: "Saúde".                                 |
| 2006       | Eleventh Hour                       | Danny                   | Episódio: "Contenção"                              |
| 2007       | Frankenstein                        | Dr. Ed Gore             | Filme para TV                                      |
| 2008       | The Peter Serafinowicz Show         | Various characters      | 4 episódios                                        |
| 2009       | Spirit Warriors                     | Li                      | 7 episódios                                        |
| 2010       | The IT Crowd                        | Harold "Prime" Tong     | Episódio: "The Final Countdown"                    |
| 2010       | Spooks                              | Kai                     | Episódio 9.4                                       |
| 2010, 2011 | Law & Order: UK                     | Eli Smart               | 2 episódios                                        |
| 2011       | Covert Affairs                      | Shen Yue                | Episódio: "World Leader Pretend"                   |
| 2011–2013  | Top Boy                             | Vincent                 | 6 episódios                                        |
| 2013       | The Wrong Mans                      | Mr. Lau                 | 4 episódios                                        |
| 2013       | Words of Everest                    | Tenzing Norgay          | Documentário                                       |
| 2013       | Run                                 | Gao                     | Episódio 1.2                                       |
| 2014       | Prey                                | DS Ashley Chan          | 3 episódios                                        |
| 2014–2016  | Marco Polo                          | Kublai Khan             | 20 episódios                                       |
| 2016       | Black Mirror                        | Shaun Li                | Episódio: "Odiado na Nação"                        |
| 2017       | Philip K. Dick's Electric Dreams    | Ed Andrews              | Episódio: "Impossible Planet" (Planeta Impossível) |
| 2019       | Deadly Class                        | Master Lin              | 10 episódios                                       |
| 2019       | The Dark Crystal: Age of Resistance | The General (skekVar)   | Voz                                                |
| 2020       | What We Do in the Shadows           | Wallace the Necromancer | Episódio: "Ressurreição"                           |

### Videogames
| Ano  | Título | Voz     | Notas |
| ---- | ------ | ------- | ----- |
| 2017 | Prey   | Alex Yu |       |

## Teatro
| Ano  | Título                      | Papel          | Teatro              |
| ---- | --------------------------- | -------------- | ------------------- |
| 1995 | The Letter                  | Ong Chi Seng   | Lyric Theatre       |
| 1998 | The Merchant of Venice      | Solanio        | Shakespeare's Globe |
| 1998 | The Honest Whore            | Castruccio     | Shakespeare's Globe |
| 1999 | Julius Caesar               | Gaius Lucilius | Shakespeare's Globe |
| 1999 | Antony and Cleopatra        | Menas / Scarus | Shakespeare's Globe |
| 2003 | In Arabia We'd All Be Kings | Vic / Cop      | Hampstead Theatre   |
| 2009 | The Pillowman               | Ariel          | Curve               |
| 2010 | Hungry Ghosts               | Zhi-Hui        | Orange Tree Theatre |
| 2012 | Hamlet                      | Laertes        | Young Vic           |
| 2013 | The Arrest of Ai Weiwei     | Ai Weiwei      | Hampstead Theatre   |
| 2013 | Chimerica                   | Zhang Lin      | Almeida Theatre     |

## Prêmios

#### British Independent Film Awards
| Ano  | Categoria               | Filme                       | Resultado |
| ---- | ----------------------- | --------------------------- | --------- |
| 2003 | Melhor Ator Coadjuvante | Dirty Pretty Things (filme) | Indicado  |

#### West End Frame Awards
| Ano  | Categoria                    | Filme     | Resultado |
| ---- | ---------------------------- | --------- | --------- |
| 2013 | Melhor Performance Dramática | Chimerica | Indicado  |

#### Independent Spirit Awards
| Ano  | Categoria               | Filme     | Resultado |
| ---- | ----------------------- | --------- | --------- |
| 2021 | Melhor Ator Coadjuvante | Nine Days | Indicado  |